# Gemeinde Plav
Die Gemeinde Plav (montenegrinisch Општина Плав Opština Plav) ist eine Gemeinde in Montenegro. Der Verwaltungssitz ist der Hauptort Plav. Im Februar 2014 spaltete sich das südwestliche Drittel der Gemeinde ab und bildete die Gemeinde Gusinje.

## Geografie
Plav befindet sich am Fuße des Prokletije-Gebirges, angrenzend an die Quellen des Flusses Lim. Das Gebiet enthält viele Seen und der bekannteste ist der Plavsko jezero, einer der größten in dieser Region. Die Seen Hrid und Visitorsko jezero sind Bergseen, und Visitorsko jezero ist für seine schwimmende Insel bekannt. Plav ist auch für seine Karstbrunnen berühmt.

## Bevölkerung
Die Stadt Plav ist das administrative Zentrum der Gemeinde Plav, die 13.108 Einwohner hat. Die Stadt Plav selbst hat 3717 Einwohner. Die Gemeinde ist ethnisch gemischt. Laut der Volkszählung 2011 bestand die Bevölkerung aus: Bosniaken (51,90 %), Serben (18,88 %) Albanern (16,01 %), Montenegrinern (6,27 %) und Ethnischen Muslimen (5,55 %).
| Zensus    | 1948 1 | 1953 1 | 1961   | 1971   | 1981   | 1991   | 2003   | 2011   |
| --------- | ------ | ------ | ------ | ------ | ------ | ------ | ------ | ------ |
| Einwohner | 15.764 | 17.330 | 18.913 | 19.542 | 19.560 | 19.305 | 13.805 | 13.108 |

## Fotos

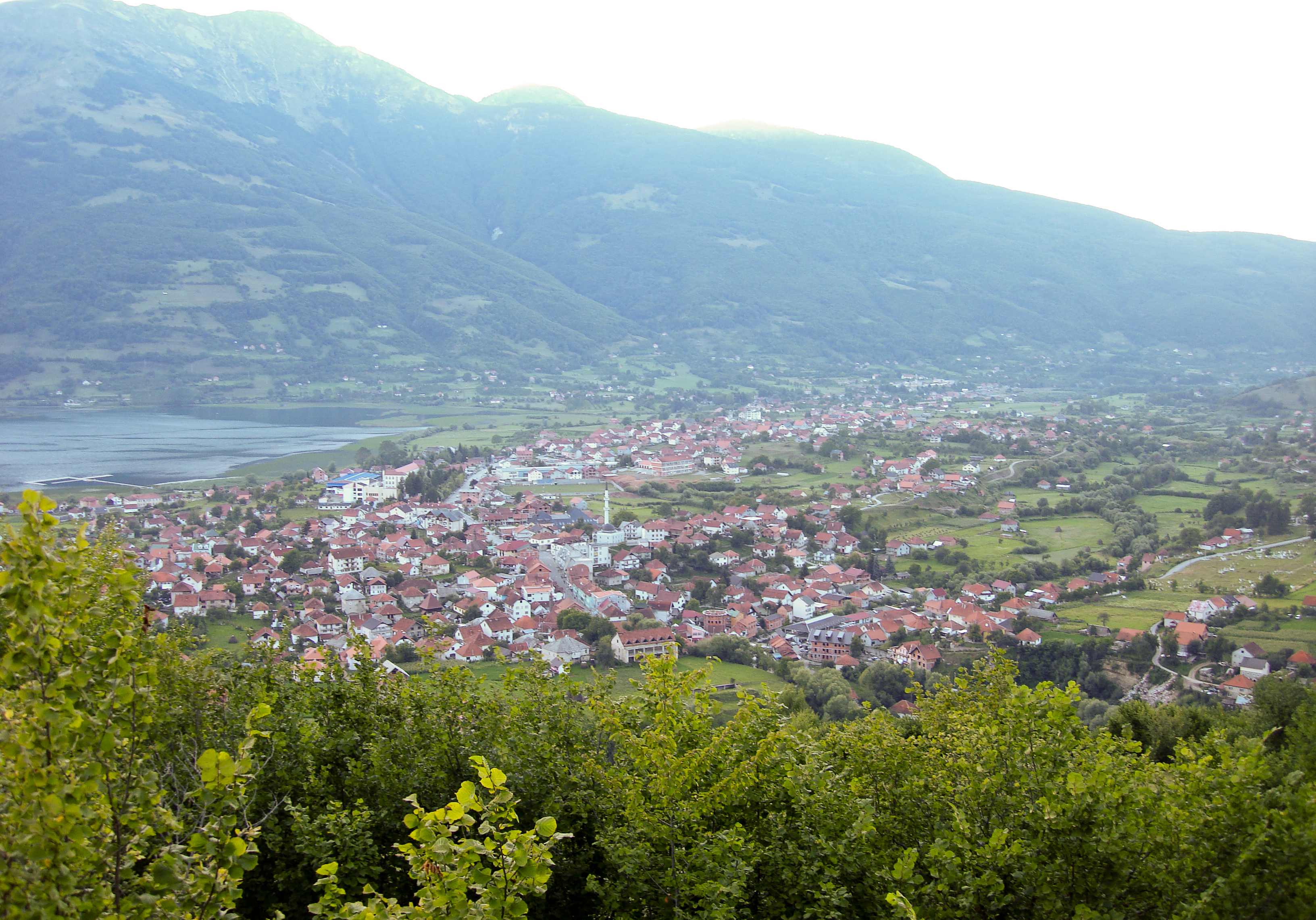
Blick auf Plav
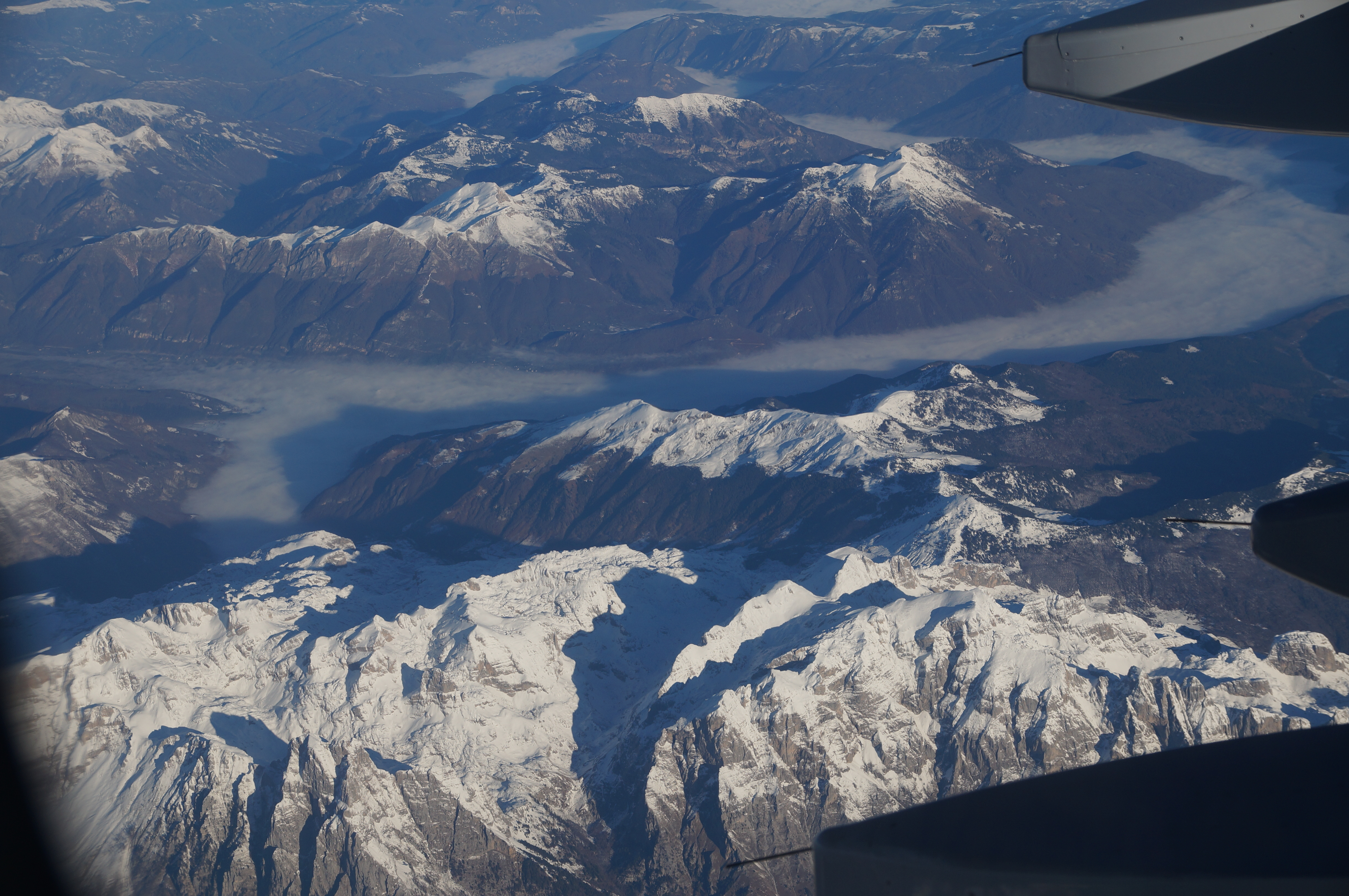
Prokletije-Gebirge